# Liste der denkmalgeschützten Objekte in Felixdorf
Die Liste der denkmalgeschützten Objekte in Felixdorf enthält die 8 denkmalgeschützten unbeweglichen Objekte der Gemeinde Felixdorf im niederösterreichischen Bezirk Wiener Neustadt-Land.

## Denkmäler
| Foto |                 | Denkmal                                                                    | Standort                                   | Beschreibung | Metadaten |
| ---- | --------------- | -------------------------------------------------------------------------- | ------------------------------------------ | --- | --- |
| ja   | Datei hochladen | Arbeiterwohnsiedlung (sog. Tschechenring) HERIS-ID: 29965 Objekt-ID: 26645 | Arbeitergasse 10-14 Standort KG: Felixdorf | Planmäßige Anlage um rechteckiges Gartengrundstück, ab 1869 von Carl Tietz und Franz Sommleitner errichtet, traufständige Haus- bzw. Wohneinheiten (4 Zimmer-Küche-Wohnungen), jeweils eingeschoßig mit dreigeschoßigen Mitteltrakten unter Satteldächern, Fassade mit Sichtziegeln und Verputz gestaltet, zwischen den Häusergruppen Schuppenzeilen. | BDA-Hist.: Q37929113 Status: § 2a Stand der BDA-Liste: 2025-06-30 Name: Arbeiterwohnsiedlung (sog. Tschechenring) GstNr.: .35 Arbeitersiedlung Felixdorf |
| ja   | Datei hochladen | Heeresbauverwaltung für Wien und NÖ HERIS-ID: 29963 Objekt-ID: 26643       | Bahnstraße 2 Standort KG: Felixdorf        | Der repräsentative dreigeschoßige Bau mit secessionistischer Fassadengestaltung und einem zurückgesetzten Attikageschoß entstand Anfang des 20. Jahrhunderts als Artilleriekaserne. | BDA-Hist.: Q37929086 Status: § 2a Stand der BDA-Liste: 2025-06-30 Name: Heeresbauverwaltung für Wien und NÖ GstNr.: .39 Heeresbauverwaltung Felixdorf    |
| ja   | Datei hochladen | Figurenbildstock hl. Felix von Cantalice HERIS-ID: 29968 Objekt-ID: 26648  | vor Hauptplatz 2 Standort KG: Felixdorf    | Errichtet zu Ehren Felix Mießls mit Inschrift-Tafel bezeichnet 1823 | BDA-Hist.: Q37929158 Status: § 2a Stand der BDA-Liste: 2025-06-30 Name: Figurenbildstock hl. Felix von Cantalice GstNr.: 183/9                           |
| ja   | Datei hochladen | Glockenhäuschen HERIS-ID: 29966 Objekt-ID: 26646                           | vor Hauptplatz 3 Standort KG: Felixdorf    | Hölzernes Salettl mit Glockenturm Ende des 19. Jahrhunderts | BDA-Hist.: Q37929128 Status: § 2a Stand der BDA-Liste: 2025-06-30 Name: Glockenhäuschen GstNr.: 182/18 Glockenhäuschen Felixdorf                         |
| ja   | Datei hochladen | Rathaus/Gemeindeamt HERIS-ID: 29958 Objekt-ID: 26638                       | Hauptstraße 31 Standort KG: Felixdorf      | Zweigeschoßiger späthistoristischer Bau, 1900 von Wenzel Wegwart erbaut, kreuzförmiger Grundriss, Blend- und Uhrengiebel | BDA-Hist.: Q37929020 Status: § 2a Stand der BDA-Liste: 2025-06-30 Name: Rathaus/Gemeindeamt GstNr.: .78 Rathaus Felixdorf                                |
| ja   | Datei hochladen | Wohn- und Geschäftshaus, Apothekerhaus HERIS-ID: 29960 Objekt-ID: 26640    | Hauptstraße 33 Standort KG: Felixdorf      | Zweigeschoßiges Eckhaus mit späthistoristischer Fassade von 1898, seichter Mittelrisalit mit Attika | BDA-Hist.: Q37929061 Status: § 2a Stand der BDA-Liste: 2025-06-30 Name: Wohn- und Geschäftshaus, Apothekerhaus GstNr.: .26                               |
| ja   | Datei hochladen | Hauptschule HERIS-ID: 29964 Objekt-ID: 26644                               | Schulstraße 3–5 Standort KG: Felixdorf     | 1913 von Wenzel Wegwarth erbaut, zweigeschoßiger Bau mit späthistoristischer Fassade und seichtem Mittelrisalit | BDA-Hist.: Q37929099 Status: § 2a Stand der BDA-Liste: 2025-06-30 Name: Hauptschule GstNr.: 132/19                                                       |
| ja   | Datei hochladen | Kath. Pfarrkirche Unbefleckte Empfängnis HERIS-ID: 29957 Objekt-ID: 26637  | bei Schulstraße 3–5 Standort KG: Felixdorf | 1958–1960 mit Kurt Bartak erbaut, Betonbau mit Zeltcharakter über trapezförmigem Grundriss unter Satteldach, seitlich vorgestellter Glockenturm. | BDA-Hist.: Q22691856 Status: § 2a Stand der BDA-Liste: 2025-06-30 Name: Kath. Pfarrkirche Unbefleckte Empfängnis GstNr.: .105 Filialkirche Felixdorf     |